# Marius-Alexandru Dunca
Marius-Alexandru Dunca (n. 19 iulie 1980, Brașov, România) este un senator român, ales în 2016. În data de 2 septembrie 2019 Duncă a fost numit chestor al Senatului, ocupând această funcție până în februarie 2020. La 4 ianuarie 2017 a fost numit ministrul în cadrul Ministerului Tineretului și Sportului din România până la data de 26 ianuarie 2018. Începând cu 24 martie 2019 este președinte ales al Partidului Social Democrat Organizația Brașov.

## Activitatea parlamentară[2][5]
| Luări de cuvânt în plen | Inițiative legislative | Moțiuni de cenzură |
| ----------------------- | ---------------------- | ------------------ |
| 23                      | 66                     | 2                  |